# 宮本知遠
宮本 知遠（みやもと ちとお、1886年〈明治19年〉8月30日 - 1918年〈大正7年〉12月4日）は、日本の政治家。東京府北豊島郡板橋町長。

## 経歴
東京府・宮本頼三の長男。高等師範学校附属小学、中学を経て明治大学商科に学ぶ。水車業、精米業を営む。
1911年、推されて板橋町収入役に挙げられる。1911年10月に板橋町長に就任し、1916年4月に退職する。1917年8月に板橋町長に就任し、1918年12月に退職する。

## 人物
信仰は仏教。趣味は音楽。愛読書は政治経済書。住所は東京府北豊島郡板橋町大字下板橋。

## 家族・親族
宮本家
- 父・頼三（1843年 - 1905年、東京府会議員[6]、東京府茶業組合長[11]、旧加賀藩士、学務委員[12]） - 石川県石川郡松任町（現・白山市）、信誠寺五世順教の三男[11]。住所は東京府北豊島郡板橋町大字下板橋、別邸は神田区淡路町二丁目[13]。
- 妻[6]
- 養子・知遠（1910年 - ?、地主[14][15]、農業[16]） - 東京府人・白澤亀次郎の五男で、1916年に宮本知遠の養子となり、1918年に家督を相続し、前名・義雄を改め襲名する[17]。住所は板橋区板橋[14]。

親戚
- 岡本圭三（医学博士、内科小児科医師）[18]
- 小菅小之助（東京急行電鉄取締役）[19]